# Guillaume Postel
Guillaume Postel (Barenton, 1510. március 25. – Párizs, 1581. szeptember 6.) francia orientalista, filológus, teológus. Életírói szerint univerzális tudású, kozmopolita szemléletű tudós, egyben a francia kabbalisztika képviselője.

## Élete
Szüleit 8 éves korában a nagy pestisjárvány idején vesztette el, 13 éves volt, amikor tanulmányait elkezdhette. Később Párizsba költözött. Itt megbetegedett, s hosszas kórházi ápolás után tanulmányait a Saint-Barbe-i kollégiumban folytatta. Több nyelvet sajátított el: a francián kívül beszélt, spanyolul, portugálul, megtanulta a latint, a görögöt, a hébert, az arabot. Kapcsolatba került Loyolai Ignáccal, Xavéri Ferenccel, a Jezsuita rend alapítóival.
1535-37 években másokkal együtt Navarrai Margit megbízásából több utat tett keleten: Konstantinápoly, Tunisz, Algír, Szíria.

## Magyarul
- A föníciai betűkről, azaz A latin és a görög nyelv régi betűformáiról, azok legősibb eredetéről és használatáról; ford. Dán Róbert, szerk., jegyz., utószó Frank Dénes Dániel, szöveggond. Gyurcsó Júlia; Jordan-Atlanti, Bp., 2008